# (34924) 6109 P-L
6109 P-L (asteroide 34924) é um asteroide da cintura principal. Possui uma excentricidade de 0.10285200 e uma inclinação de 3.32581º.
Este asteroide foi descoberto no dia 24 de setembro de 1960 por Cornelis Johannes van Houten e Ingrid van Houten-Groeneveld e Tom Gehrels em Palomar.